# Grandvaux
Grandvaux este o arie protejată (sit de importanță comunitară — SCI) din Franța întinsă pe o suprafață de 2.023 ha, integral pe uscat.

## Localizare
Centrul sitului Grandvaux este situat la coordonatele 46°32′22″N 5°54′08″E / 46.53944°N 5.90222°E.

## Înființare
Situl Grandvaux a fost declarat arie specială de conservare în baza directivei 92/43 din 1992 referitoare la conservarea habitatelor naturale și a faunei și florei sălbatice pentru a proteja 1 specie de plante și 5 specii de animale.

## Biodiversitate
Situată în ecoregiunea continentală, aria protejată conține 20 de habitate naturale: Depresiuni pe substraturi de turbă de Rhynchosporion, Grohotișuri calcaroase și de șisturi calcaroase de la nivelul montan până la nivelul alpin (Thlaspietea rotundifolii), Grohotișuri medio-europene calcaroase, de la nivel colinar și montan, Formațiuni de Juniperus communis pe lande sau pajiști calcaroase, Cursuri de apă de la nivel de câmpie la nivel montan, cu vegetație Ranunculion fluitantis și Callitricho-Batrachion, Păduri de fag Asperulo-Fagetum, Pajiști cu Molinia pe soluri calcaroase, turboase sau argilos-nămoloase (Molinion caeruleae), Lacuri eutrofice naturale cu vegetație de tip Magnopotamion sau Hydrocharition, Pajiști carstice calcaroase sau bazofile, de Alysso-Sedion albi, Formațiuni ierboase bogate în specii de Nardus, dezvoltate pe substraturi silicioase în zone montane (și în zone submontane, în Europa continentală), Mlaștini oligotrofe degradate, capabile încă de regenerare naturală, Liziere de ierburi înalte hidrofile de câmpie și de nivel montan până la alpin, Fânețe montane, Turbării active, Ape puternic oligomezotrofe cu vegetație bentonică cu Chara spp., Mlaștini turboase de tranziție și turbării mișcătoare, Mlaștini împădurite, Lacuri și iazuri distrofice naturale, Pajiști uscate seminaturale și facies de acoperire cu tufișuri pe substraturi calcaroase (Festuco-Brometalia) (* situri importante pentru orhidee), Mlaștini alcaline.
La baza desemnării sitului se află mai multe specii protejate:
- plante (1): Hamatocaulis vernicosus
- mamifere (1): râs eurasiatic (Lynx lynx)
- nevertebrate (4): Coenagrion mercuriale, libelule (Leucorrhinia pectoralis), Lycaena helle, Vertigo geyeri

Pe lângă speciile protejate, pe teritoriul sitului au mai fost identificate 22 de specii de plante, 8 specii de păsări, 3 specii de amfibieni, 3 specii de nevertebrate, 3 specii de pești.